# Хамеро де Медина, Люсила
Люсила Хамеро де Медина (исп. Lucila Gamero de Medina; 12 июня 1873, Данли, Гондурас — 23 января 1964, там же) — гондурасская писательница, первая женщина в Центральной Америке, издавшая роман. Литературный критик Луис Марин-Отеро назвал её «великой дамой гондурасской литературы». Изучала медицину и фармакологию, и хотя не обучалась в университете, получила диплом врача и хирурга от декана медицинского факультета. Возглавляла больницу и служила санитарным инспектором в родном департаменте. Феминистка. Одна из создательниц Комитета феминисток Гондураса.

## Биография
Люсила Хамеро-Монкада родилась 12 июня 1873 года в Данли в семье Мануэля Хамеро и Камиллы Монкадо. Она получила среднее образование в Колехьо-Ла-Эдукасьон и хотела продолжить его за рубежом (изучать медицину), но этого не произошло. Отец писательницы был врачом и обучил её лечебному делу и фармакологии. Она работала в его клинике и управляла семейной аптекой. Позднее писательница получила медицинский диплом от декана медицинского факультета доктора Мануэля Суньиги. В 1924 году она была назначена руководителем госпиталя Сангре в Данли, а с 1930 года служила санитарным инспектором в департаменте Эль-Парайсо.
Писать начала в детстве. В 1891 году её сочинения впервые были напечатаны в журнале «Ла-Хувентуд Ондуренья» (Молодежь Гондураса). Хамеро стала первой женщиной в Гондурасе, написавшей и издавшей роман. Им стал роман «Амалия Монтьель» , опубликованный в 1892 году по главам в еженедельной газете «Эль-Пенсамьенто» под редакцией Фроилана Турсиоса. Уже в следующем году отдельным изданием вышел второй роман писательницы «Адриана и Маргарита».
Стиль произведений Хамеро относится к позднему романтическому периоду латиноамериканской литературы. Любовь и семья — главные темы большинства сочинений писательницы. Самым известным романом Хамеро является «Бланка Ольмедо» — история любви, которая прямо критикует церковь в Гондурасе, что в то время было беспрецедентным явлением в гондурасской литературе. «Бланка Ольмедо» считается одним из самых знаковых гондурасских романов начала XX века. Произведения писательницы включены в учебные программы по литературе в вузах и университетах Гондураса. Сама Хамеро считается одним из важных писателей Центральной Америки конца XIX века. Писательница была членом многочисленных литературных ассоциаций Центральной Америки, Гондурасской академии языка. В 1949 году она издала свою автобиографию.
Хамеро также участвовала в борьбе за право женщин голосовать в Гондурасе. В 1924 году она была делегатом от Гондураса на Второй Панамериканской женской конференции. Участвовала в основании Панамериканского общества феминисток 2 февраля 1946 года, а 5 марта 1947 года — Комитета феминисток Гондураса (совместно с Межамериканской женской комиссией) с целью обеспечения женщинам политических прав. Статьи писательницы выходили в журнале «Мухер Американа» (Американская женщина), который был одним из значительных феминистских изданий Гондураса. Хамеро была замужем за на Хильберто Медине, от которого имела дочь Аиду-Кору и сына Хильберто-Густаво. Она умерла 23 января 1964 года в Данли.

## Избранные сочинения
- «Амелия Монтьель» (исп. Amelia Montiel, 1892)
- «Адриана и Маргарита» (исп. Adriana y Margarita, 1893)
- «Страницы сердца» (исп. Páginas del Corazón, 1897)
- «Бланка Ольмедо[исп.]» (исп. Blanca Olmedo, 1908)
- «Бетина» (исп. Betina, 1941)
- «Аида» (исп. Aída, 1948)
- «Экзотическая любовь» (исп. Amor Exótico, 1954)
- «Секретарша» (исп. La Secretaria, 1954)
- «Печаль любви» (исп. El Dolor de Amar, 1955)